# Leptotarsus (Pseudoleptotarsus) nigrinus
Leptotarsus (Pseudoleptotarsus) nigrinus is een tweevleugelige uit de familie langpootmuggen (Tipulidae). De soort komt voor in het Australaziatisch gebied.